# L'Homme à l'Hispano
L'Homme à l'Hispano est un roman de Pierre Frondaie (René Fraudet), écrit à Arcachon, paru en 1925 avec un succès immédiat. L'auteur appartient au monde des beautiful people de l'entre-deux-guerres. Ses personnages contemporains sont l'enjeu d'intrigues amoureuses et financières.
Deux films ont été tirés du roman.

## Résumé
Dans les Années folles, entre le bassin d'Arcachon et la Côte basque, Georges Dewalter, un jeune parisien issu de la bourgeoisie mais sans fortune, est emporté dans ses mensonges en voulant séduire la belle Stéphane de Coulevaï - Oswill.
Sans avenir en France, en attente à Bordeaux d'un bateau pour le Sénégal, il retrouve un compagnon d’escadrille, Deléone qui l'entraîne vers la Côte d'Argent. Deléone a acheté une Hispano-Suiza pour l'offrir à sa maîtresse mais pour arriver à Biarritz où il doit retrouver son épouse, Deléone laisse croire que l'Hispano est à Dewalter. Georges Dewalter rencontre alors Stéphane chez les Deléone. 

## Personnages principaux
- George Dewalter
- Lady Stephane Oswill
- Sir William Meredith Oswill
- M. Deléone
- Mme Deléone
- Pascaline Rareteyre
- Me Montnormand

## Accueil
Best-seller des Années folles, le roman a connu un succès mondial et est adapté au cinéma. 
Le roman a été en son temps traduit en une quinzaine de langues.

## Adaptations au théâtre et au cinéma
- en 1928 au Théâtre de la Renaissance (Paris), le Destin en marche
- en 1929 au Théâtre de la Madeleine (Paris)
- L'Homme à l'Hispano, un film réalisé par Julien Duvivier en 1926 avec Huguette Duflos, Georges Galli et Acho Chakatouny
- L'Homme à l'Hispano, un film réalisé par Jean Epstein en 1933 avec Marie Bell et Jean Murat